# Гаджинські водоспади
Га́джинські водоспа́ди — каскад водоспадів в Українських Карпатах. Розташовані на північно-східному схилі Чорногорського масиву, в межах Карпатського національного природного парку, на потоці Мреє (притока річки Бистрець).
Кількість каскадів — 6. Висота найбільшого — 6 м. Розташовані на висоті приблизно 1500 м. над р. м. Навкруги — одні з найвищих вершин Українських Карпат: Ребра, Бребенескул, Шпиці.
Гаджинські водоспади важкодоступні та маловідомі.